# Emilie Andéolová
Emilie Andéolová (* 30. října 1987 Bordeaux, Francie) je francouzská zápasnice–judistka afrokaribského původu, olympijská vítězka z roku 2016.

## Sportovní kariéra
S judem začala v 5 letech. Připravuje se poblíž Paříže v Champigny pod vedením Audrey Bonhommové a Christopha Massiny. Ve francouzské seniorské reprezentaci se prosazuje od roku 2011 v těžké váze. Po olympijských hrách v Londýně v roce 2012 se stala reprezentační jedničkou a v roce 2016 se kvalifikovala na olympijské hry v Riu. V Riu se předvedla v mimořádné formě, v semifinále Číňanku Jü Sung nepustila do úchopu a minutu před koncem využila jejího zaváhání a technikou o-uči-gari jí poslala na ippon. Ve finále jí čekala obhájkyně zlaté medaile Kubánka Idalis Ortízová. Nervozní finále, ve kterém se žádná s judistek po celou základní hrací dobu nedostala do chvatu rozhodla končící třetí minuta nastavení. V čase 2:40 prolomila Kubánčinu obranu čímž se dostala do pravého úchopu na zádech a technikou o-uči-gari jí poslala na zem a do nasadila držení, získala jako první Evropanka zlatou olympijskou medaili v nejtěžší váhové kategorii.

### Vítězství
- 2012 - 2x světový pohár (Řím, Abú Dhabí)
- 2013 - 1x světový pohár (Praha)
- 2015 - 1x světový pohár (Paříž)
- 2017 - 1x světový pohár (Sofie)

## Výsledky

### Váhové kategorie
| Olympijské hry     |    | —  |    |   |   | — |    |    |     | 1. |     |  |  |  |  |  |  |  |  |  |  |  |  |
| Mistrovství světa  | —  |    | —  | — | — |   | 5. | 3. | úč. |    |     |  |  |  |  |  |  |  |  |  |  |  |  |
| Evropské hry       |    |    |    |   |   |   |    |    | 1.  |    |     |  |  |  |  |  |  |  |  |  |  |  |  |
| Mistrovství Evropy | —  | —  | —  | — | — | — | 2. | 1. | 1.  | 7. | úč. |  |  |  |  |  |  |  |  |  |  |  |  |
| ME do 23 let       | 3. | 2. | 5. |   |   |   |    |    |     |    |     |  |  |  |  |  |  |  |  |  |  |  |  |

### Bez rozdílu vah
| Turnaj            | 2007 | 2008 | 2009 | 2010 | 2011 |
| Turnaj            | 20   | 21   | 22   | 23   | 24   |
| ----------------- | ---- | ---- | ---- | ---- | ---- |
| Mistrovství světa | —    | úč.  |      | —    | úč.  |